# Рок-н-рол
Рок-н-рол (англ. rock'n'roll — крутись і гойдайся) — музична течія, модний танець, що виник у США з початком 50 років 20 ст. на ґрунті ритм-енд-блюзу і хілбілі.  Сам термін «рок-н-рол» запровадив диск-жокей з Клівленда Алан Фрід в 1951 році. Рок-н-рол характеризується простою мелодією, побудованою на рифах, що супроводжується важким, монотонним і одноманітним ритмом з акцентами на другій і четвертій долях такту. Гармонія рок-н-ролу заснована на схемі 12-тактового блюзу. Музичний розмір — 4/4, темп — від помірно швидкого до швидкого.
Рок-н-рол виконує співак у супроводі невеликого ансамблю. В ранніх піснях рок-н-ролу як соло інструмент використовували фортепіано або саксофон, але надалі, починаючи з середини 1950-х, ці інструменти доповнювали або замінялися гітарою.  В класичному рок-н-ролі зазвичай застосовується дві електрогітари (сольна і ритм-гітара), контрабас або (з другої половини 1950-х) бас-гітара та ударна установка.
Популярність здобув також «слоу-рок» (англ. slow rock) — повільна п'єса в стилі балади. Рок-н-рол суттєво вплинув на формування іншої танцювальної музики, як-от: твіст, медісон, шейк, джайв тощо.

## Галерея
Виконавці рок-н-ролу

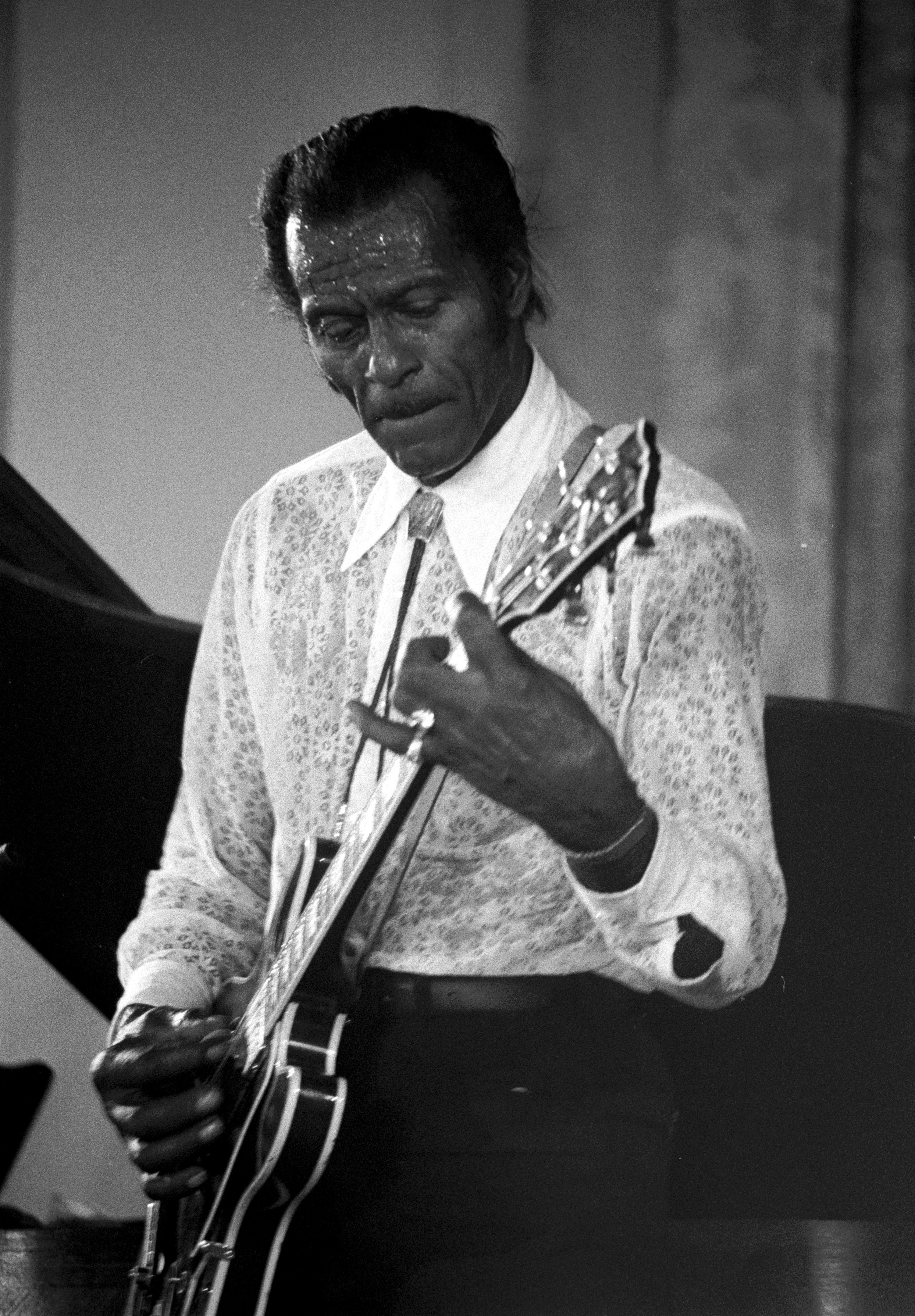
Чак Беррі
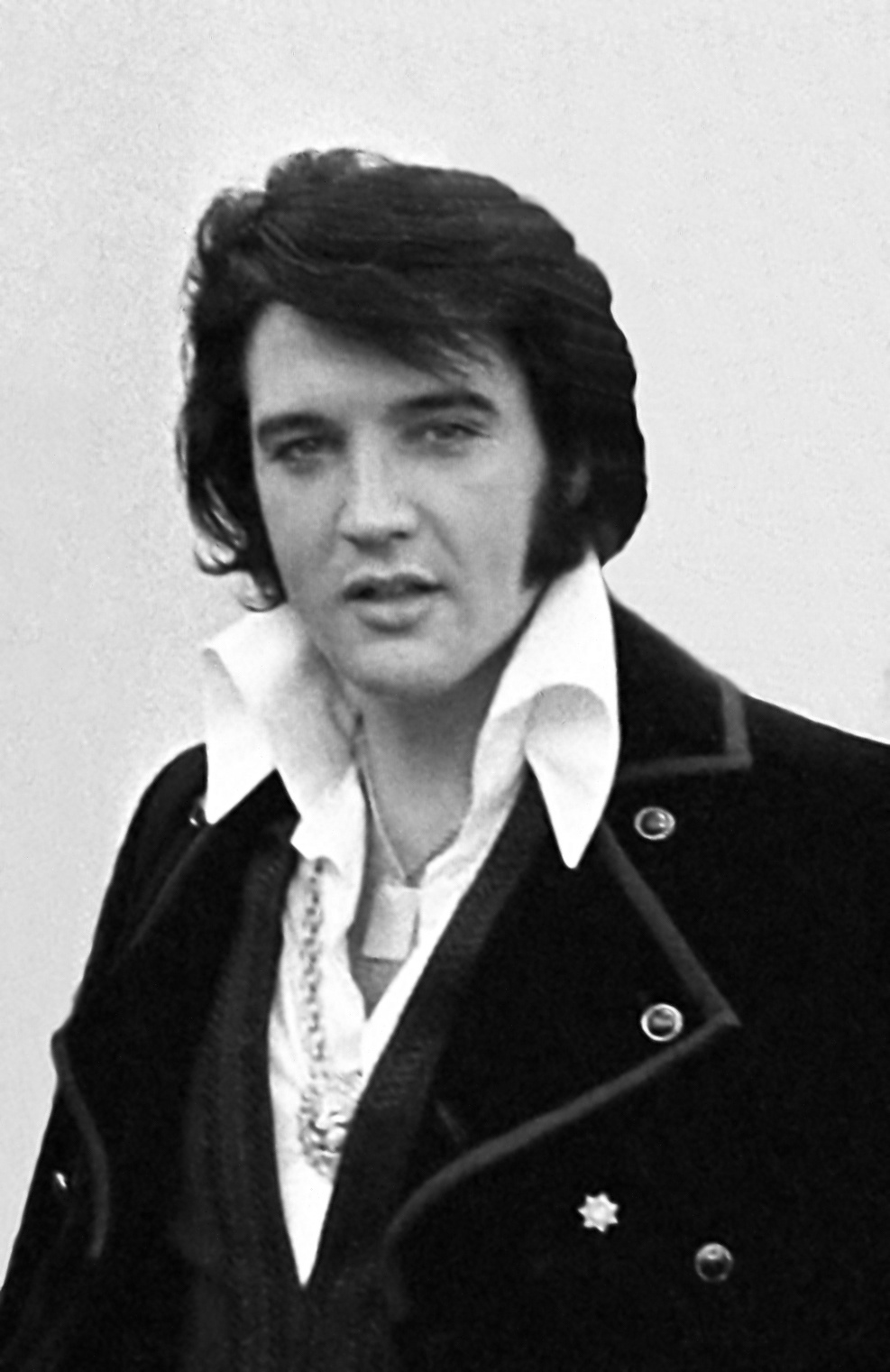
Елвіс Преслі
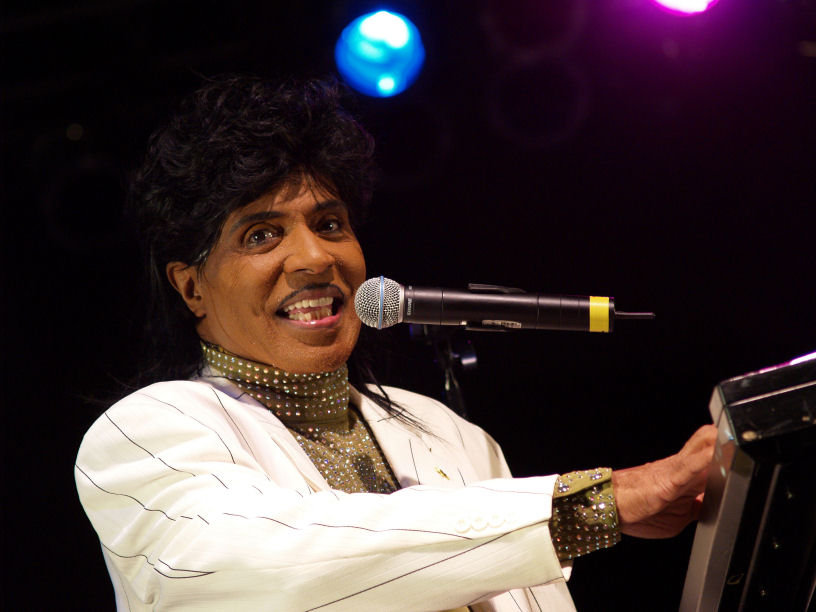
Літл Річард
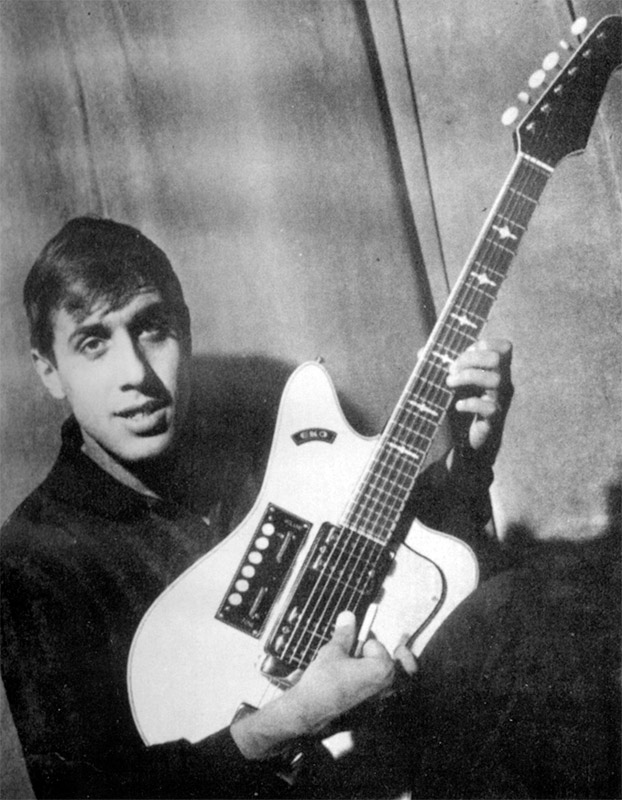
Адріано Челентано
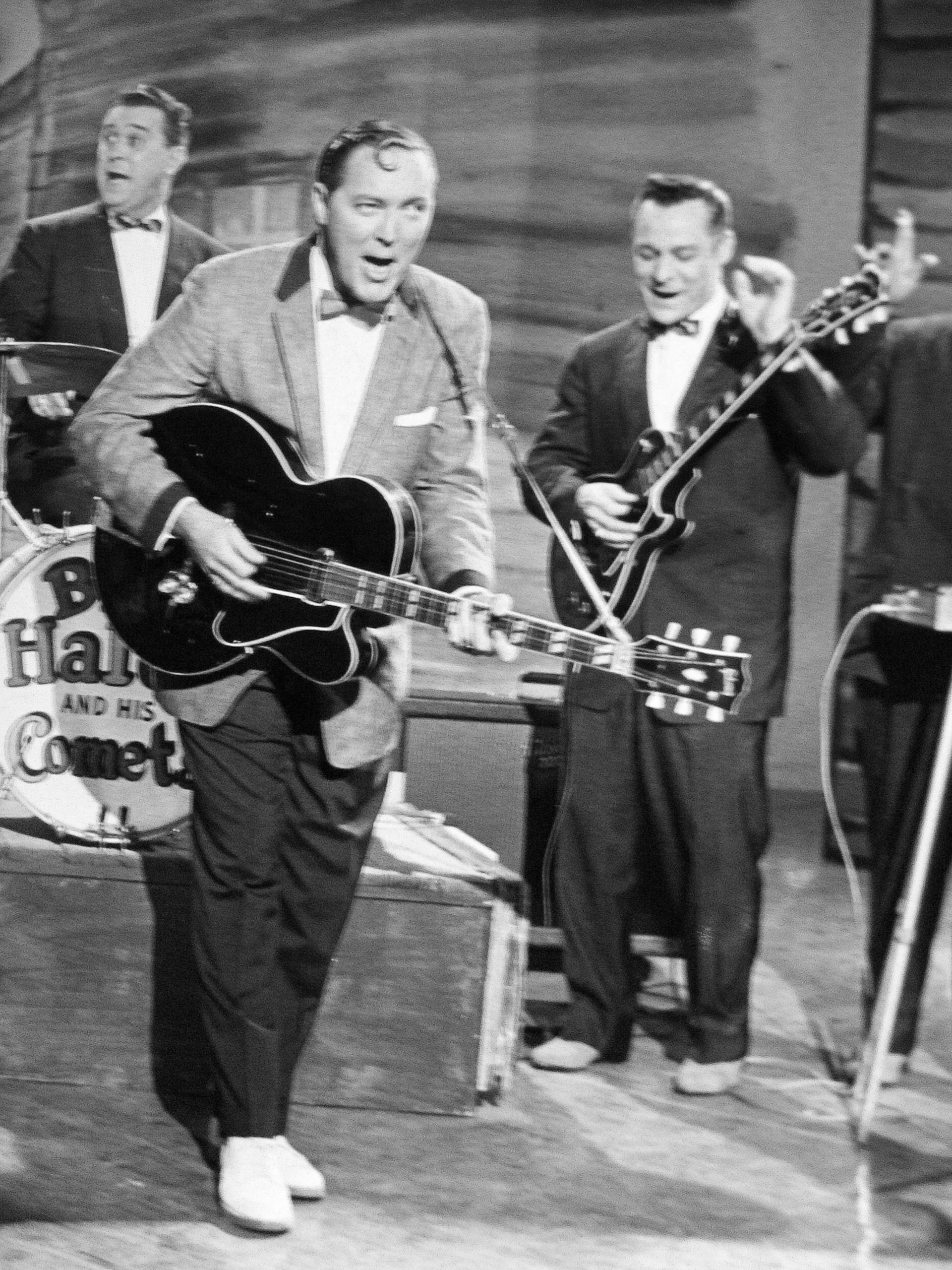
Білл Гейлі